# Трипси (породица инсеката)
Трипси (лат. Thripidae) је породица инсеката у оквиру истоименог реда.
Ово је група веома ситних инсеката чије је тело дорзо вентрално спљоштено. Неке врсте немају развијена крила, а код оних код којих постоје најчешће су при врху зашиљена. Као и код свих представника подреда Terebrantia, легалица је споља видљива, срполика и повијена ка доле. Пипци се састоје од шест до осам чланака, са тим да је шести чланак највећи.